# Tambana ronnyi
Tambana ronnyi is een vlinder uit de familie van de uilen (Noctuidae). De wetenschappelijke naam van de soort werd voor het eerst geldig gepubliceerd in 1996 door Thöny als Panthea ronnyi.